# Джон Гарстанг
Джон Гарстанг (на английски: John Garstang) е английски археолог.
Роден е на 5 май 1876 година в Блекбърн. Негов по-голям брат е биологът Уолтър Гарстанг. През 1899 година завършва Оксфордския университет и се включва в екипа на Флиндърс Питри, който провежда разкопки в Египет. От 1902 година преподава в Ливърпулския университет и през следващите години се утвърждава като водещ авторитет в археологията на Близкия Изток, като провежда разкопки в Египет, Судан, Турция и Леванта.
Джон Гарстанг умира на 12 септември 1956 година в Бейрут.